# 福斯內斯
福斯內斯（挪威語：Fosnes）是挪威已不存在的市镇，存在於1838年至2020年間。